# Monte-Carlo Masters
Monte-Carlo Masters, oficiálně Rolex Monte-Carlo Masters, je profesionální tenisový turnaj mužů hraný v Monte Carlo Country Clubu, ležícím na území francouzské obce Roquebrune-Cap-Martin v departementu Alpes-Maritimes při severovýchodní hranici Monaka. Na okruhu ATP Tour se řadí do devítidílné kategorie ATP Tour Masters 1000, jako první ze tří turnajů hraných na antuce.
V roce 2006 se hlavním partnerem stala švýcarská hodinářská firma Rolex, jejíž jméno nese oficiální název. Spolu s grandslamem Roland Garros a Hamburg Open patří k nejstarším turnajům v kontinentální Evropě.
V otevřené éře tenisu monacký titul obhájilo šest tenistů, Ilie Năstase (1971–1973), Björn Borg (1979–1980), Thomas Muster (1995–1996), Juan Carlos Ferrero (2002–2003), rekordman s jedenácti trofejemi Rafael Nadal (2005–2012, 2016–2018) a  Stefanos Tsitsipas (2021–2022). Posledním nenasazeným vítězem je Rakušan Thomas Muster z ročníku 1992.

## Historie
Turnaj byl založen v roce 1897 a premiérový ročník otevřené éry proběhl v sezóně 1969. Monte-Carlo Masters probíhá každoročně v dubnovém termínu na otevřených antukových dvorcích Monte Carlo Country Clubu. Areál zahrnuje 21 antukových kurtů, z toho 13 osvětlených. Kapacita centrálního dvorec Rainiera III. (Court Rainier III) činí 10 500 diváků. Pojmenován byl po monackém knížeti a příznivci tenisu Rainieru III. Prezidentkou klubu se v roce 1972 stala jeho starší sestra princezna Antoinette Monacká, od níž vedení roku 2008 převzala dcera Elisabeth-Anna de Massy, působící také v roli prezidentky monacké tenisové federace. Po jejím úmrtí v červnu 2020 přešlo prezidentství klubu i federace na její dceru Melanii-Antoinettu de Massy. Tradicí se stalo předávání pohárů vítězům členy vládnoucí monacké dynastie Grimaldiů.

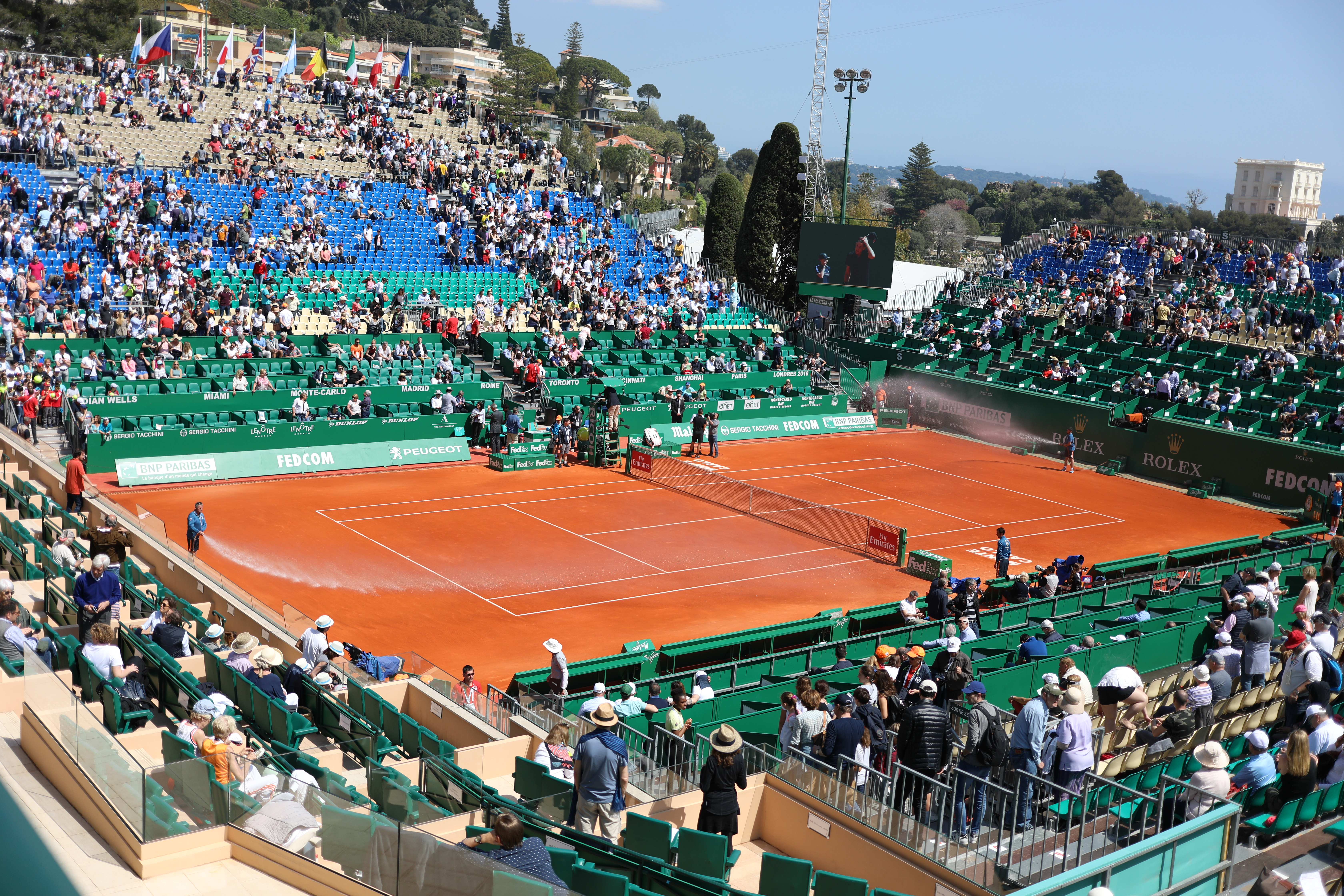
Centrální dvorec Rainiera III.

V rámci série Masters se nejedná o událost s povinným startem hráčů. Zvláštní pravidla tak upravují přidělování bodů i počet hráčů. Z hlediska startujících do soutěže dvouhry a čtyřhry nastupuje počet tenistů obvyklý pro nižší kategorii ATP Tour 500, zatímco body jsou přidělovány podle rozpisu kategorie Masters 1000.
V letech 1970–1972 a 1978–1989 se jednalo o velký turnaj v rámci okruhu Grand Prix, v němž se řadil do nejvyšší kategorie Grand Prix Super Series. Pro rok 1973 se stal součástí okruhu Rothmans Spring Mediterranean Circuit. Mezi roky 1974–1977 pak náležel do túry World Championship Tennis. Se vznikem okruhu ATP Tour v sezóně 1990 se turnaj stal jeho součástí v kategorii Championship Series Single Week, která následně nesla různé názvy.

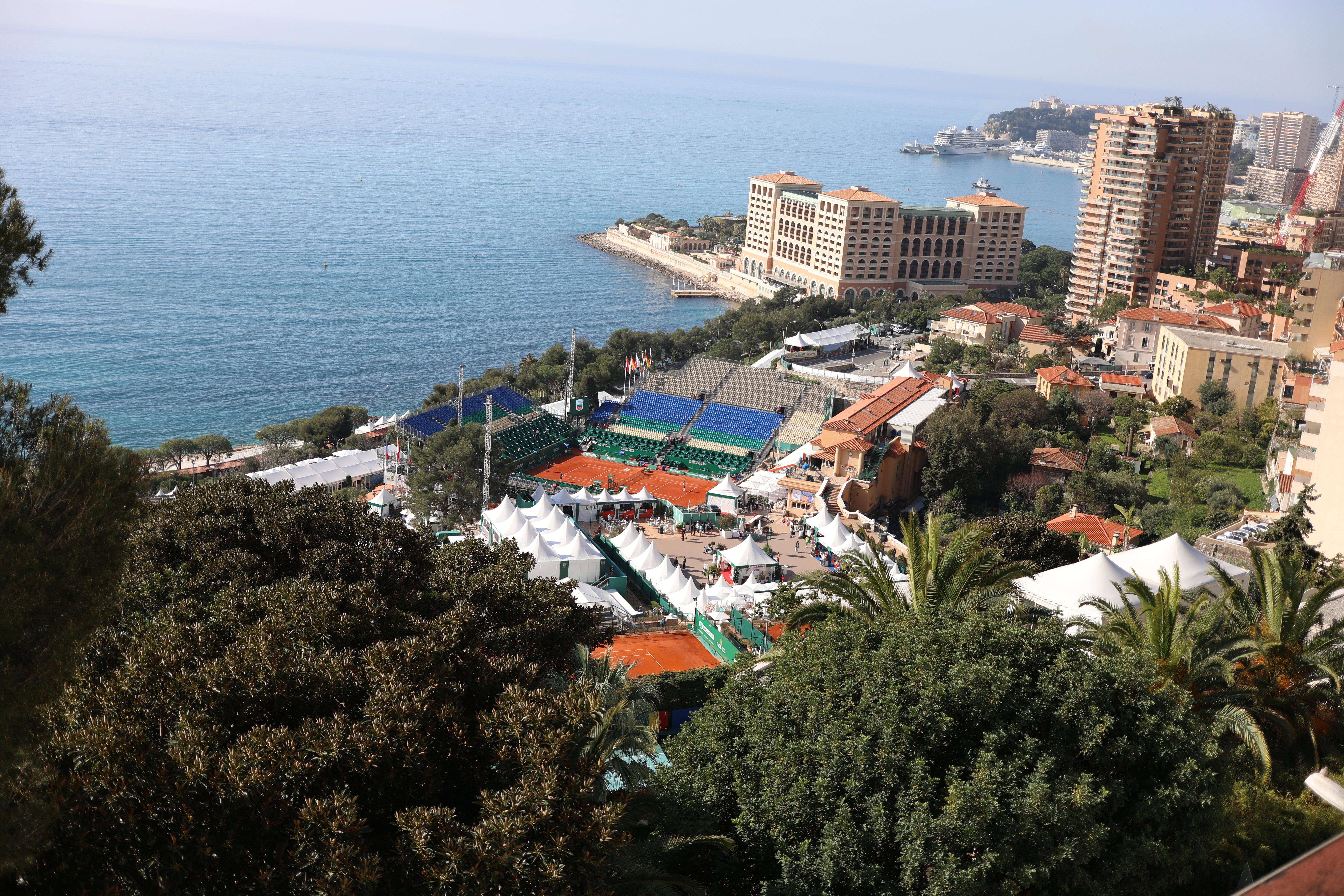
Areál Country Clubu se zátokou na Azurovém pobřeží (vpravo západně leží Monako)

Španěl Rafael Nadal získal v letech 2005–2012 osm titulů v řadě, čímž se stal prvním mužským tenistou v historii, který dokázal osmkrát zvítězit na témže turnaji bez přerušení. Ve finále ročníku 2010 porazil krajana Fernanda Verdasca 6–0 a 6–1, což znamenalo vůbec nejkratší finále v sérii Masters, počítané od roku 1990. Trofejí z roku 2017 pak Nadal vybojoval jubilejní padesáté turnajové vítězství na antuce, čímž překonal historický rekord 49 antukových titulů Argentince Guillerma Vilase a zároveň se stal prvním tenistou otevřené éry, který dokázal jeden turnaj ovládnout desetkrát. Rekord posunul v roce 2018 jedenáctým triumfem. Ročník 2020 se nekonal pro přerušení sezóny v důsledku pandemie covidu-19. Pro platná koronavirová omezení na francouzském území se ročník 2021 hrál bez přítomnosti diváků. V letech 2005–2022 byl ředitelem turnaje Željko Franulović. V červenci 2022 jej nahradil David Massey, výkonný viceprezident ATP pro Evropu.
Minimálně tři tituly v otevřené éře vyhráli Ilie Năstase (3), Thomas Muster (3), Björn Borg (3), Rafael Nadal (11) a Stefanos Tsitsipas (3). Prvním monackým vítězem turnaje se stal Romain Arneodo, který v roce 2025 ovládl čtyřhru s Francouzem Manuelem Guinardem.

## Přehled finále

### Dvouhra
| Rok  | vítěz                             | finalista                         | výsledek                          |
| ---- | --------------------------------- | --------------------------------- | --------------------------------- |
| 1897 | Reginald Doherty                  | Conway W. Blackwood Price         | 6–2, 6–1, 6–2                     |
| 1898 | Reginald Doherty (2)              | Victor Voss                       | 4–6, 6–3, 6–3, 4–0skreč           |
| 1899 | Reginald Doherty (3)              | Victor Voss                       | 6–2skreč                          |
| 1900 | Lawrence Doherty                  | ročník možná neodehrán            | ročník možná neodehrán            |
| 1901 | Lawrence Doherty (2)              | Wilberforce Eaves                 | 6–2, 5–7, 6–1                     |
| 1902 | Reginald Doherty (4)              | George Hillyard                   | 6–1, 6–4, 6–3                     |
| 1903 | Reginald Doherty (5)              | Frank Riseley                     | 6–1, 14–16skreč                   |
| 1904 | Reginald Doherty (6)              | Josiah Ritchie                    | 6–1, 7–5, 3–6, 7–5                |
| 1905 | Lawrence Doherty (3)              | Josiah Ritchie                    | 6–4, 8–6, 6–4                     |
| 1906 | Lawrence Doherty (4)              | Wilberforce Eaves                 | 6–3, 11–9                         |
| 1907 | Josiah Ritchie                    | Lawrence Doherty                  | 8–6, 7–5, 8–6                     |
| 1908 | Anthony Wilding                   | Wilberforce Eaves                 | 6–3, 2–6, 6–3, 4–6, 6–0           |
| 1909 | Fred Alexander                    | Lawrence Doherty                  | 7–5, 6–4, 6–1                     |
| 1910 | Max Decugis                       | Josiah Ritchie                    | 6–3, 6–0, 6–0                     |
| 1911 | Anthony Wilding (2)               | Max Decugis                       | 5–7, 1–6, 6–3, 6–0, 6–1           |
| 1912 | Anthony Wilding (3)               | C. Moore                          | 6–3, 6–0, 6–0                     |
| 1913 | Anthony Wilding (4)               | Félix Poulin                      | 6–0, 6–2, 6–1                     |
| 1914 | Anthony Wilding (5)               | Gordon Lowe                       | 6–2, 6–3, 6–2                     |
| 1919 | Nicolae Mișu                      | Max Decugis                       | 6–2, 6–0                          |
| 1920 | Gordon Lowe                       | Josiah Ritchie                    | 7–5, 6–2                          |
| 1921 | Gordon Lowe (2)                   | Algernon Kingscote                | 6–1, 0–6, 6–4, 6–2                |
| 1922 | Giovanni Balbi di Robecco         | Alain Gerbault                    | 6–1, 6–4, 6–3                     |
| 1923 | Gordon Lowe (3)                   | Leighton Crawford                 | 6–2, 6–4, 6–4                     |
| 1924 | Leighton Crawford                 | Leonce Aslangul                   | 6–4, 3–6, 6–2                     |
| 1926 | Béla von Kehrling                 | Charles Kingsley                  | 6–4, 6–1, 6–3                     |
| 1927 | Béla von Kehrling (2)             | Erik Worm                         | bez boje                          |
| 1928 | Henri Cochet                      | Béla von Kehrling                 | 3–6, 2–6, 6–3, 6–3, 6–2           |
| 1929 | Henri Cochet (2)                  | Umberto De Morpurgo               | 8–6, 6–4, 6–4                     |
| 1930 | William Tilden                    | Henry Austin                      | 6–4, 6–4, 6–1                     |
| 1931 | Henri Cochet (3)                  | George Lyttleton-Rogers           | 7–5, 6–2, 6–4                     |
| 1932 | Roderich Menzel                   | George Lyttleton-Rogers           | 6–4, 7–5, 6–2                     |
| 1933 | Henry Austin                      | George Lyttleton-Rogers           | 11–9, 6–3, 7–5                    |
| 1934 | Henry Austin (2))                 | Giorgio de Stefani                | 6–1, 8–6, 6–4                     |
| 1935 | Giovanni Palmieri                 | Henry Austin                      | 6–1, 6–1, 7–5                     |
| 1936 | Gottfried von Cramm               | Henner Henkel                     | 4–6, 4–6, 7–5, 6–4, 7–5           |
| 1937 | Gottfried von Cramm (2)           | Christian Boussus                 | 6–2, 3–6, 6–2, 2–6, 6–2           |
| 1938 | Franjo Punčec                     | Christian Boussus                 | 6–0, 6–1, 6–1                     |
| 1939 | Pierre Pellizza                   | Yvon Petra                        | 6–8, 6–3, 6–4, 6–2                |
| 1946 | Pierre Pellizza (2)               | Yvon Petra                        | 6–3, 6–2, 4–6, 6–3                |
| 1947 | Lennart Bergelin                  | Budge Patty                       | 6–3, 6–8, 1–6, 6–2, 8–6           |
| 1948 | József Asbóth                     | Giovanni Cucelli                  | 6–3, 6–2, 5–7, 6–2                |
| 1949 | Frank Parker                      | Giovanni Cucelli                  | 2–6, 6–3, 6–0, 6–4                |
| 1950 | Jaroslav Drobný                   | William Talbert                   | 6–4, 6–4, 6–1                     |
| 1951 | Straight Clark                    | Fred Kovaleski                    | 1–6, 6–4, 6–4, 1–6, 10–8          |
| 1952 | Frank Sedgman                     | Jaroslav Drobný                   | 7–5, 6–2, 5–7, 6–1                |
| 1953 | Władysław Skonecki                | Jaroslav Drobný                   | 6–3, 6–4, 11–9                    |
| 1954 | Lorne Main                        | Tony Vincent                      | 9–7, 3–6, 7–5, 6–4                |
| 1955 | Władysław Skonecki (2)            | Budge Patty                       | 6–4, 6–2, 8–6                     |
| 1956 | Hugh Stewart                      | Tony Vincent                      | 1–6, 8–6, 6–0, 6–2                |
| 1957 | Jacques Brichant                  | Paul Remy                         | 3–6, 5–5 (přerušeno)              |
| 1958 | Robert Haillet                    | Jaroslav Drobný                   | 6–4, 6–4, 6–3                     |
| 1959 | Robert Haillet (2)                | Budge Patty                       | 9–7, 6–3, 4–6, 6–3                |
| 1960 | Andrés Gimeno                     | Mike Davies                       | 8–6, 6–3, 6–4                     |
| 1961 | Nicola Pietrangeli                | Pierre Darmon                     | 6–4, 1–6, 6–3, 6–3                |
| 1962 | Pierre Darmon                     | Boro Jovanović                    | 6–2, 6–1, 6–3                     |
| 1963 | Pierre Darmon (2)                 | Jan-Erik Lundqvist                | 6–2, 2–6, 6–1, 5–7, 6–4           |
| 1964 | Martin Mulligan                   | Jan-Erik Lundqvist                | 6–4, 6–4                          |
| 1965 | István Gulyás                     | Jiří Javorský                     | 6–3, 7–9, 8–6, 6–4                |
| 1966 | Manuel Santana                    | Nicola Pietrangeli                | 8–6, 4–6, 6–4, 6–1                |
| 1967 | Nicola Pietrangeli (2)            | Martin Mulligan                   | 6–3, 3–6, 6–3, 6–1                |
| 1968 | Nicola Pietrangeli (3)            | Alexandr Metreveli                | 6–2, 6–2                          |
| 1969 | Tom Okker                         | John Newcombe                     | 8–10, 6–1, 7–5, 6–3               |
| 1970 | Željko Franulović                 | Manuel Orantes                    | 6–4, 6–3, 6–3                     |
| 1971 | Ilie Năstase                      | Tom Okker                         | 3–6, 8–6, 6–1, 6–1                |
| 1972 | Ilie Năstase (2)                  | František Pála                    | 6–1, 6–0, 6–3                     |
| 1973 | Ilie Năstase (3)                  | Björn Borg                        | 6–4, 6–1, 6–2                     |
| 1974 | Andrew Pattison                   | Ilie Năstase                      | 5–7, 6–3, 6–4                     |
| 1975 | Manuel Orantes                    | Bob Hewitt                        | 6–2, 6–4                          |
| 1976 | Guillermo Vilas                   | Wojciech Fibak                    | 6–1, 6–1, 6–4                     |
| 1977 | Björn Borg                        | Corrado Barazzutti                | 6–3, 7–5, 6–0                     |
| 1978 | Raúl Ramírez                      | Tomáš Šmíd                        | 6–3, 6–3, 6–4                     |
| 1979 | Björn Borg (2)                    | Vitas Gerulaitis                  | 6–2, 6–1, 6–3                     |
| 1980 | Björn Borg (3)                    | Guillermo Vilas                   | 6–1, 6–0, 6–2                     |
| 1981 | bez vítěze                        | Jimmy Connors Guillermo Vilas     | 5–5 (přerušeno pro déšť)          |
| 1982 | Guillermo Vilas (2)               | Ivan Lendl                        | 6–1, 7–6, 6–3                     |
| 1983 | Mats Wilander                     | Mel Purcell                       | 6–1, 6–2, 6–3                     |
| 1984 | Henrik Sundström                  | Mats Wilander                     | 6–3, 7–5, 6–2                     |
| 1985 | Ivan Lendl                        | Mats Wilander                     | 6–1, 6–3, 4–6, 6–4                |
| 1986 | Joakim Nyström                    | Yannick Noah                      | 6–3, 6–2                          |
| 1987 | Mats Wilander (2)                 | Jimmy Arias                       | 4–6, 7–5, 6–1, 6–3                |
| 1988 | Ivan Lendl (2)                    | Martín Jaite                      | 5–7, 6–4, 7–5, 6–3                |
| 1989 | Alberto Mancini                   | Boris Becker                      | 7–5, 2–6, 7–6, 7–5                |
| 1990 | Andrej Česnokov                   | Thomas Muster                     | 7–5, 6–3, 6–3                     |
| 1991 | Sergi Bruguera                    | Boris Becker                      | 5–7, 6–4, 7–6(8–6), 7–6(7–4)      |
| 1992 | Thomas Muster                     | Aaron Krickstein                  | 6–3, 6–1, 6–3                     |
| 1993 | Sergi Bruguera (2)                | Cédric Pioline                    | 7–6(7–2), 6–0                     |
| 1994 | Andrij Medveděv                   | Sergi Bruguera                    | 7–5, 6–1, 6–3                     |
| 1995 | Thomas Muster (2)                 | Boris Becker                      | 4–6, 5–7, 6–1, 7–6(8–6), 6–0      |
| 1996 | Thomas Muster (3)                 | Albert Costa                      | 6–3, 5–7, 4–6, 6–3, 6–2           |
| 1997 | Marcelo Ríos                      | Àlex Corretja                     | 6–4, 6–3, 6–3                     |
| 1998 | Carlos Moyà                       | Cédric Pioline                    | 6–3, 6–0, 7–5                     |
| 1999 | Gustavo Kuerten                   | Marcelo Ríos                      | 6–4, 2–1skreč                     |
| 2000 | Cédric Pioline                    | Dominik Hrbatý                    | 6–4, 7–6(7–3), 7–6(8–6)           |
| 2001 | Gustavo Kuerten (2)               | Hišám Arází                       | 6–3, 6–2, 6–4                     |
| 2002 | Juan Carlos Ferrero               | Carlos Moyà                       | 7–5, 6–3, 6–4                     |
| 2003 | Juan Carlos Ferrero (2)           | Guillermo Coria                   | 6–2, 6–2                          |
| 2004 | Guillermo Coria                   | Rainer Schüttler                  | 6–2, 6–1, 6–3                     |
| 2005 | Rafael Nadal                      | Guillermo Coria                   | 6–3, 6–1, 0–6, 7–5                |
| 2006 | Rafael Nadal (2)                  | Roger Federer                     | 6–2, 6–7(2–7), 6–3, 7–6(7–5)      |
| 2007 | Rafael Nadal (3)                  | Roger Federer                     | 6–4, 6–4                          |
| 2008 | Rafael Nadal (4)                  | Roger Federer                     | 7–5, 7–5                          |
| 2009 | Rafael Nadal (5)                  | Novak Djoković                    | 6–3, 2–6, 6–1                     |
| 2010 | Rafael Nadal (6)                  | Fernando Verdasco                 | 6–0, 6–1                          |
| 2011 | Rafael Nadal (7)                  | David Ferrer                      | 6–4, 7–5                          |
| 2012 | Rafael Nadal (8)                  | Novak Djoković                    | 6–3, 6–1                          |
| 2013 | Novak Djoković                    | Rafael Nadal                      | 6–2, 7–6(7–1)                     |
| 2014 | Stan Wawrinka                     | Roger Federer                     | 4–6, 7–6(7–5), 6–2                |
| 2015 | Novak Djoković (2)                | Tomáš Berdych                     | 7–5, 4–6, 6–3                     |
| 2016 | Rafael Nadal (9)                  | Gaël Monfils                      | 7–5, 5–7, 6–0                     |
| 2017 | Rafael Nadal (10)                 | Albert Ramos-Viñolas              | 6–1, 6–3                          |
| 2018 | Rafael Nadal (11)                 | Kei Nišikori                      | 6–3, 6–2                          |
| 2019 | Fabio Fognini                     | Dušan Lajović                     | 6−3, 6−4                          |
| 2020 | zrušeno kvůli pandemii koronaviru | zrušeno kvůli pandemii koronaviru | zrušeno kvůli pandemii koronaviru |
| 2021 | Stefanos Tsitsipas                | Andrej Rubljov                    | 6–3, 6–3                          |
| 2022 | Stefanos Tsitsipas (2)            | Alejandro Davidovich Fokina       | 6–3, 7–6(7–3)                     |
| 2023 | Andrej Rubljov                    | Holger Rune                       | 5−7, 6−2, 7−5                     |
| 2024 | Stefanos Tsitsipas (3)            | Casper Ruud                       | 6–1, 6–4                          |
| 2025 | Carlos Alcaraz                    | Lorenzo Musetti                   | 3–6, 6–1, 6–0                     |

### Čtyřhra
| Otevřená éra (od 1969) | Otevřená éra (od 1969)              | Otevřená éra (od 1969)            | Otevřená éra (od 1969)            |
| Rok                    | vítězové                            | finalisté                         | výsledek                          |
| ---------------------- | ----------------------------------- | --------------------------------- | --------------------------------- |
| 1969                   | Owen Davidson John Newcombe         | Pancho Gonzales Dennis Ralston    | 7–5, 11–13, 6–2, 6–1              |
| 1970                   | Marty Riessen Roger Taylor          | Pierre Barthès Nikola Pilić       | 6–3, 6–4, 6–2                     |
| 1971                   | Ilie Năstase Ion Țiriac             | Tom Okker Roger Taylor            | 1–6, 6–3, 6–3, 8–6                |
| 1972                   | Patrice Beust Daniel Contet         | Jiří Hřebec František Pála        | 3–6, 6–1, 12–10, 6–2              |
| 1973                   | Juan Gisbert Ilie Năstase           | Georges Goven Patrick Proisy      | 6–2, 6–2, 6–2                     |
| 1974                   | John Alexander Phil Dent            | Manuel Orantes Tony Roche         | 7–6, 4–6, 7–6, 6–3                |
| 1975                   | Bob Hewitt Frew McMillan            | Arthur Ashe Tom Okker             | 6–3, 6–2                          |
| 1976                   | Wojciech Fibak Karl Meiler          | Björn Borg Guillermo Vilas        | 7–6, 6–1                          |
| 1977                   | François Jauffret Jan Kodeš         | Wojciech Fibak Tom Okker          | 2–6, 6–3, 6–2                     |
| 1978                   | Peter Fleming Tomáš Šmíd            | Jaime Fillol Ilie Năstase         | 6–4, 7–5                          |
| 1979                   | Ilie Năstase Raúl Ramírez           | Víctor Pecci Balázs Taróczy       | 6–3, 6–4                          |
| 1980                   | Paolo Bertolucci Adriano Panatta    | Vitas Gerulaitis John McEnroe     | 6–2, 5–7, 6–4                     |
| 1981                   | Heinz Günthardt Balázs Taróczy      | Pavel Složil Tomáš Šmíd           | 6–3, 6–3                          |
| 1982                   | Peter McNamara Paul McNamee         | Mark Edmondson Sherwood Stewart   | 6–7, 7–6, 6–3                     |
| 1983                   | Heinz Günthardt Balázs Taróczy (2)  | Henri Leconte Yannick Noah        | 6–2, 6–4                          |
| 1984                   | Mark Edmondson Sherwood Stewart     | Jan Gunnarsson Mats Wilander      | 6–2, 6–1                          |
| 1985                   | Pavel Složil Tomáš Šmíd             | Šlomo Glickstein Šachar Perkiss   | 6–2, 6–3                          |
| 1986                   | Guy Forget Yannick Noah             | Joakim Nyström Mats Wilander      | 6–4, 3–6, 6–4                     |
| 1987                   | Hans Gildemeister Andrés Gómez      | Mansour Bahrami Michael Mortensen | 6–2, 6–4                          |
| 1988                   | Sergio Casal Emilio Sánchez         | Henri Leconte Ivan Lendl          | 6–1, 6–3                          |
| 1989                   | Tomáš Šmíd Mark Woodforde           | Paolo Canè Diego Nargiso          | 1–6, 6–4, 6–2                     |
| 1990                   | Petr Korda Tomáš Šmíd               | Andrés Gómez Javier Sánchez       | 6–4, 7–6                          |
| 1991                   | Luke Jensen Laurie Warder           | Paul Haarhuis Mark Koevermans     | 5–7, 7–6, 6–4                     |
| 1992                   | Boris Becker Michael Stich          | Petr Korda Karel Nováček          | 6–4, 6–4                          |
| 1993                   | Stefan Edberg Petr Korda            | Paul Haarhuis Mark Koevermans     | 3–6, 6–2, 7–6                     |
| 1994                   | Nicklas Kulti Magnus Larsson        | Jevgenij Kafelnikov Daniel Vacek  | 3–6, 7–6, 6–4                     |
| 1995                   | Jacco Eltingh Paul Haarhuis         | Luis Lobo Javier Sánchez          | 6–3, 6–4                          |
| 1996                   | Ellis Ferreira Jan Siemerink        | Jonas Björkman Nicklas Kulti      | 2–6, 6–3, 6–2                     |
| 1997                   | Donald Johnson Francisco Montana    | Jacco Eltingh Paul Haarhuis       | 7–6, 2–6, 7–6                     |
| 1998                   | Jacco Eltingh Paul Haarhuis         | Todd Woodbridge Mark Woodforde    | 6–4, 6–2                          |
| 1999                   | Olivier Delaître Tim Henman         | Jiří Novák David Rikl             | 6–2, 6–3                          |
| 2000                   | Wayne Ferreira Jevgenij Kafelnikov  | Paul Haarhuis Sandon Stolle       | 6–3, 2–6, 6–1                     |
| 2001                   | Jonas Björkman Todd Woodbridge      | Joshua Eagle Andrew Florent       | 3–6, 6–4, 6–2                     |
| 2002                   | Jonas Björkman Todd Woodbridge (2)  | Paul Haarhuis Jevgenij Kafelnikov | 6–3, 3–6, [10–7]                  |
| 2003                   | Maheš Bhúpatí Max Mirnyj            | Michaël Llodra Fabrice Santoro    | 6–4, 3–6, 7–6                     |
| 2004                   | Tim Henman Nenad Zimonjić           | Gastón Etlis Martín Rodríguez     | 7–5, 6–2                          |
| 2005                   | Leander Paes Nenad Zimonjić         | Bob Bryan Mike Bryan              | bez boje                          |
| 2006                   | Jonas Björkman Max Mirnyj           | Fabrice Santoro Nenad Zimonjić    | 6–2, 7–6                          |
| 2007                   | Bob Bryan Mike Bryan                | Julien Benneteau Richard Gasquet  | 6–2, 6–1                          |
| 2008                   | Rafael Nadal Tommy Robredo          | Maheš Bhúpatí Mark Knowles        | 6–3, 6–3                          |
| 2009                   | Daniel Nestor Nenad Zimonjić        | Bob Bryan Mike Bryan              | 6–1, 6–4                          |
| 2010                   | Daniel Nestor Nenad Zimonjić (2)    | Maheš Bhúpatí Max Mirnyj          | 6–3, 2–0skreč                     |
| 2011                   | Bob Bryan Mike Bryan (2)            | Juan Ignacio Chela Bruno Soares   | 6–3, 6–2                          |
| 2012                   | Bob Bryan Mike Bryan (3)            | Max Mirnyj Daniel Nestor          | 6–2, 6–3                          |
| 2013                   | Julien Benneteau Nenad Zimonjić     | Bob Bryan Mike Bryan              | 4–6, 7–6(7–4), [14–12]            |
| 2014                   | Bob Bryan Mike Bryan (4)            | Ivan Dodig Marcelo Melo           | 6–3, 3–6, [10–8]                  |
| 2015                   | Bob Bryan Mike Bryan (5)            | Simone Bolelli Fabio Fognini      | 7–6(7–3), 6–1                     |
| 2016                   | Pierre-Hugues Herbert Nicolas Mahut | Jamie Murray Bruno Soares         | 4–6, 6–0, [10–6]                  |
| 2017                   | Rohan Bopanna Pablo Cuevas          | Feliciano López Marc López        | 6–3, 3–6, [10–4]                  |
| 2018                   | Bob Bryan Mike Bryan (6)            | Oliver Marach Mate Pavić          | 7–6(7–5), 6–3                     |
| 2019                   | Nikola Mektić Franko Škugor         | Robin Haase Wesley Koolhof        | 6 6–7(3–7), 7–6(7–3), [11–9]      |
| 2020                   | zrušeno kvůli pandemii koronaviru   | zrušeno kvůli pandemii koronaviru | zrušeno kvůli pandemii koronaviru |
| 2021                   | Nikola Mektić (2) Mate Pavić        | Daniel Evans Neal Skupski         | 6–3, 4–6, [10–7]                  |
| 2022                   | Rajeev Ram Joe Salisbury            | Juan Sebastián Cabal Robert Farah | 6–4, 3–6, [10–7]                  |
| 2023                   | Ivan Dodig Austin Krajicek          | Romain Arneodo Sam Weissborn      | 6–0, 4–6, [14–12]                 |
| 2024                   | Sander Gillé Joran Vliegen          | Marcelo Melo Alexander Zverev     | 5–7, 6–3, [10–5]                  |
| 2025                   | Romain Arneodo Manuel Guinard       | Julian Cash Lloyd Glasspool       | 1–6, 7–6(10–8), [10–8]            |

## Rekordy

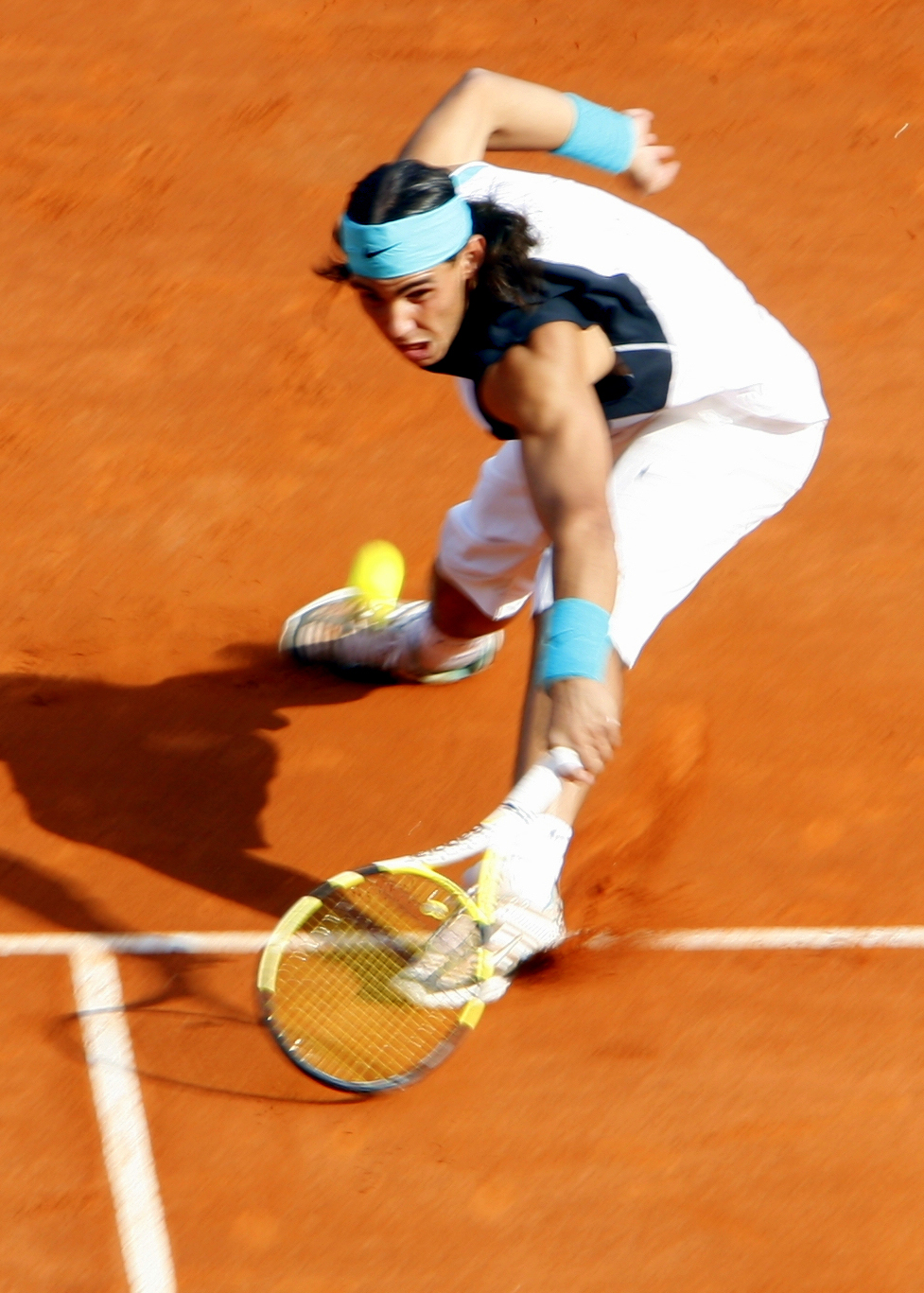
Rafael Nadal, turnajový rekordman, 2007

| Mužská dvouhra                   | Mužská dvouhra      | Mužská dvouhra                                                                                        |
| Rekord                           | Rekord              | držitelé rekordu                                                                                      |
| -------------------------------- | ------------------- | --- |
| Nejvíce titulů                   | 11                  | Rafael Nadal                                                                                          |
| Nejvíce finále                   | 12                  | Rafael Nadal                                                                                          |
| Nejvíce titulů v řadě            | 8                   | Rafael Nadal (2005–2012)                                                                              |
| Nejvíce finále v řadě            | 9                   | Rafael Nadal (2005–2013)                                                                              |
| Nejvíce odehraných zápasů        | 79                  | Rafael Nadal                                                                                          |
| Nejvíce vyhraných zápasů         | 73                  | Rafael Nadal                                                                                          |
| Nejvíce vyhraných zápasů v řadě  | 46                  | Rafael Nadal                                                                                          |
| Nejvíce odehraných ročníků       | 18                  | Novak Djoković                                                                                        |
| Nejmladší vítěz                  | 18 let, 7 m a 7 d   | Mats Wilander (1983)                                                                                  |
| Nejstarší vítěz                  | 38 let, 8 m a 6 d   | Gordon Francis Lowe (1923)                                                                            |
| Nejstarší vítěz open éry         | 31 let, 10 m a 26 d | Fabio Fognini (2019)                                                                                  |
| Nejvýše postavený vítěz open éry | 1. ATP              | Björn Borg (1979, 1980) Ivan Lendl (1988) Rafael Nadal (2009, 2011, 2018) Novak Djoković (2013, 2015) |
| Nejníže postavený vítěz open éry | 49. ATP             | Andrew Pattison (1974)                                                                                |
| Mužská čtyřhra                   |                     | |
| Nejvíce párových titulů          | 6                   | Bob Bryan Mike Bryan                                                                                  |
| Nejvíce individuálních titulů    | 6                   | Bob Bryan Mike Bryan                                                                                  |

## Galerie

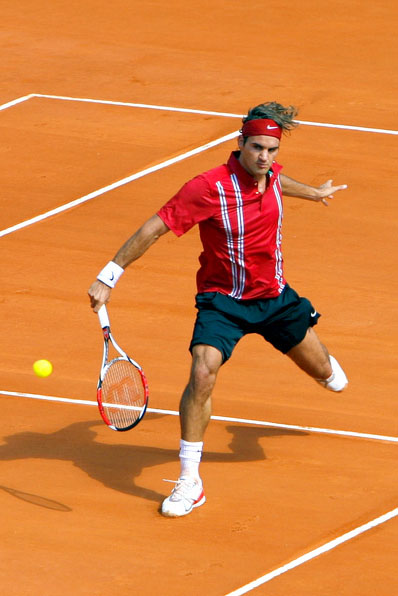
Roger Federer, 2007
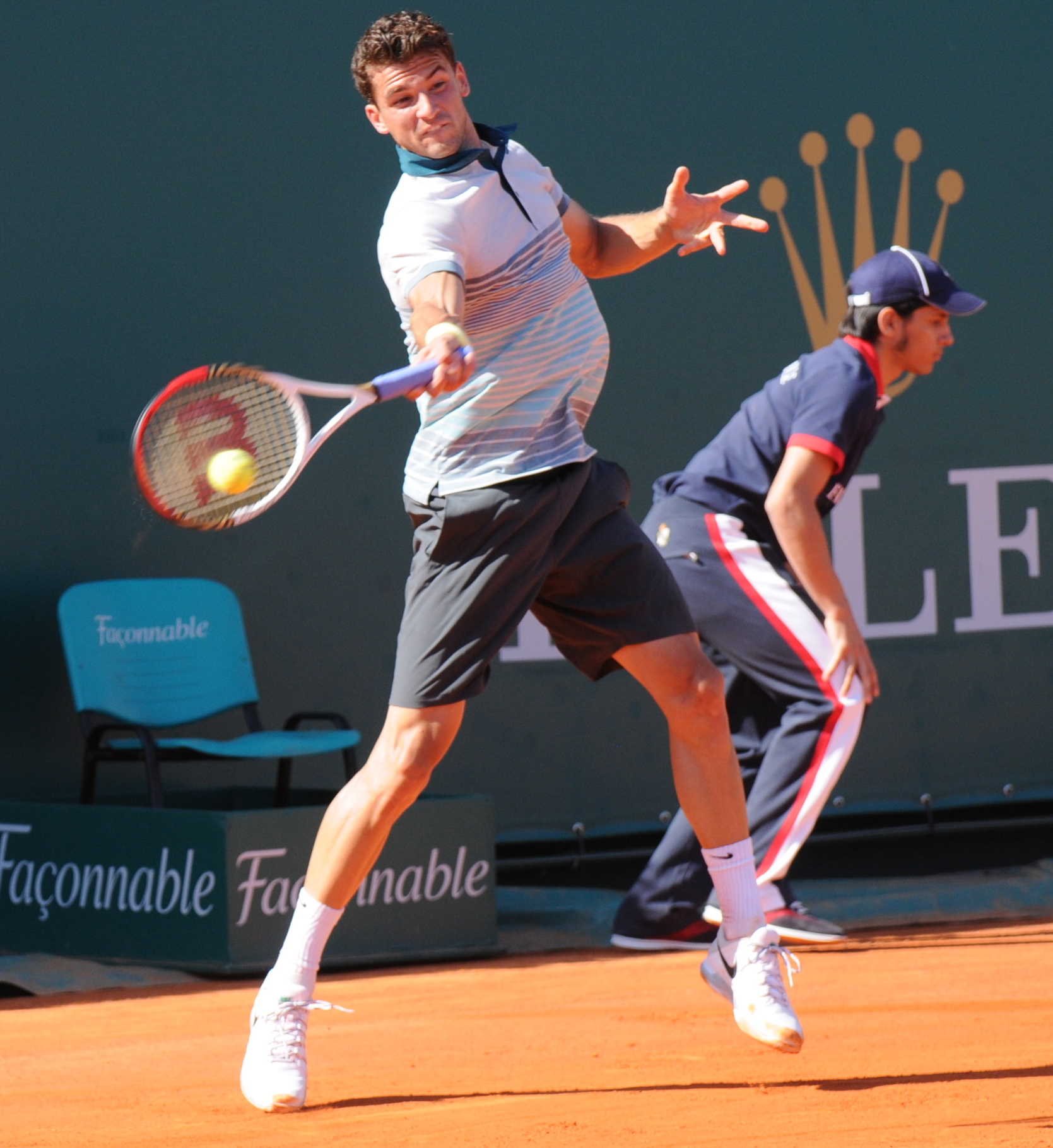
Grigor Dimitrov, 2013
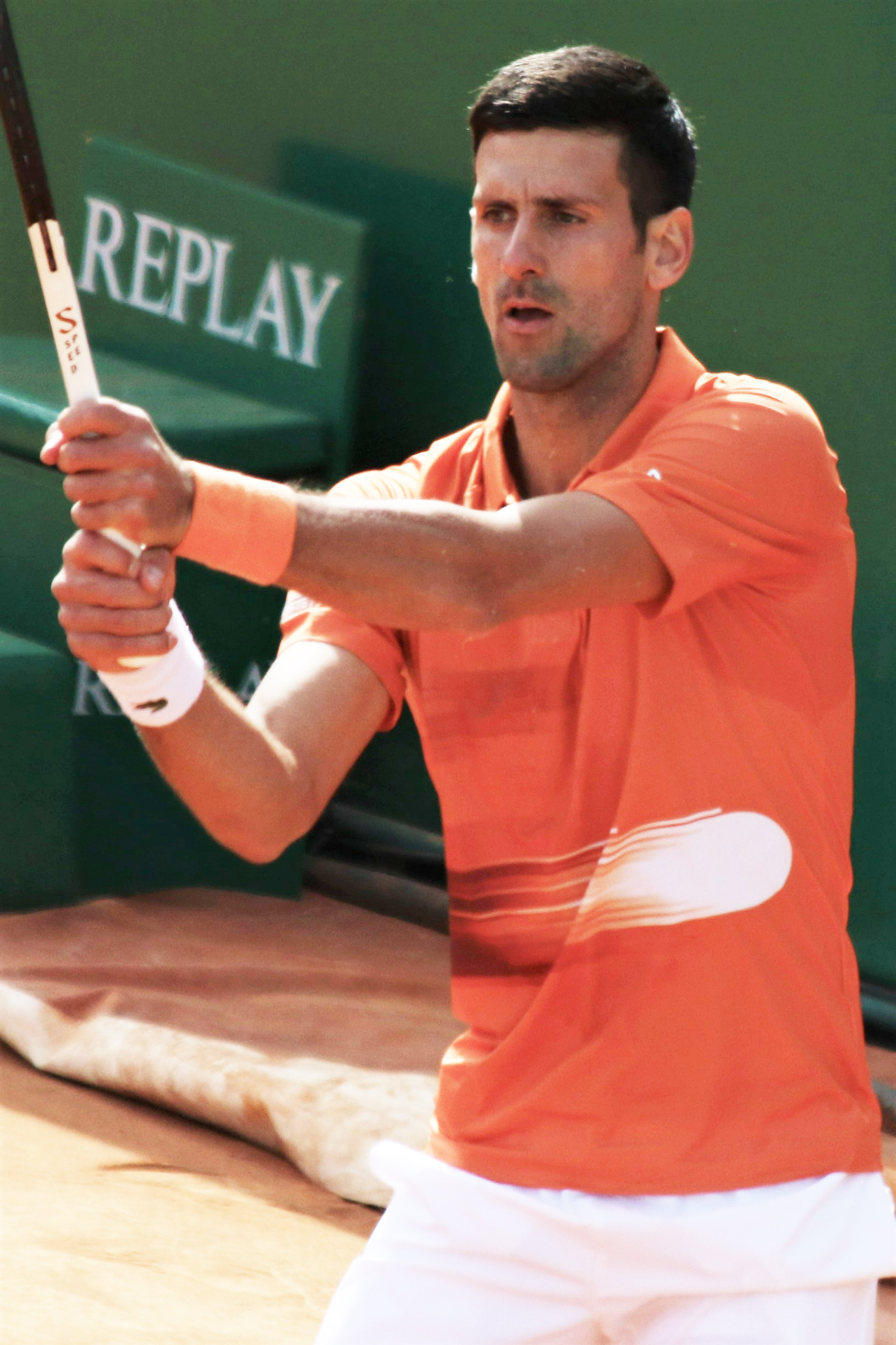
Novak Djoković, 2022
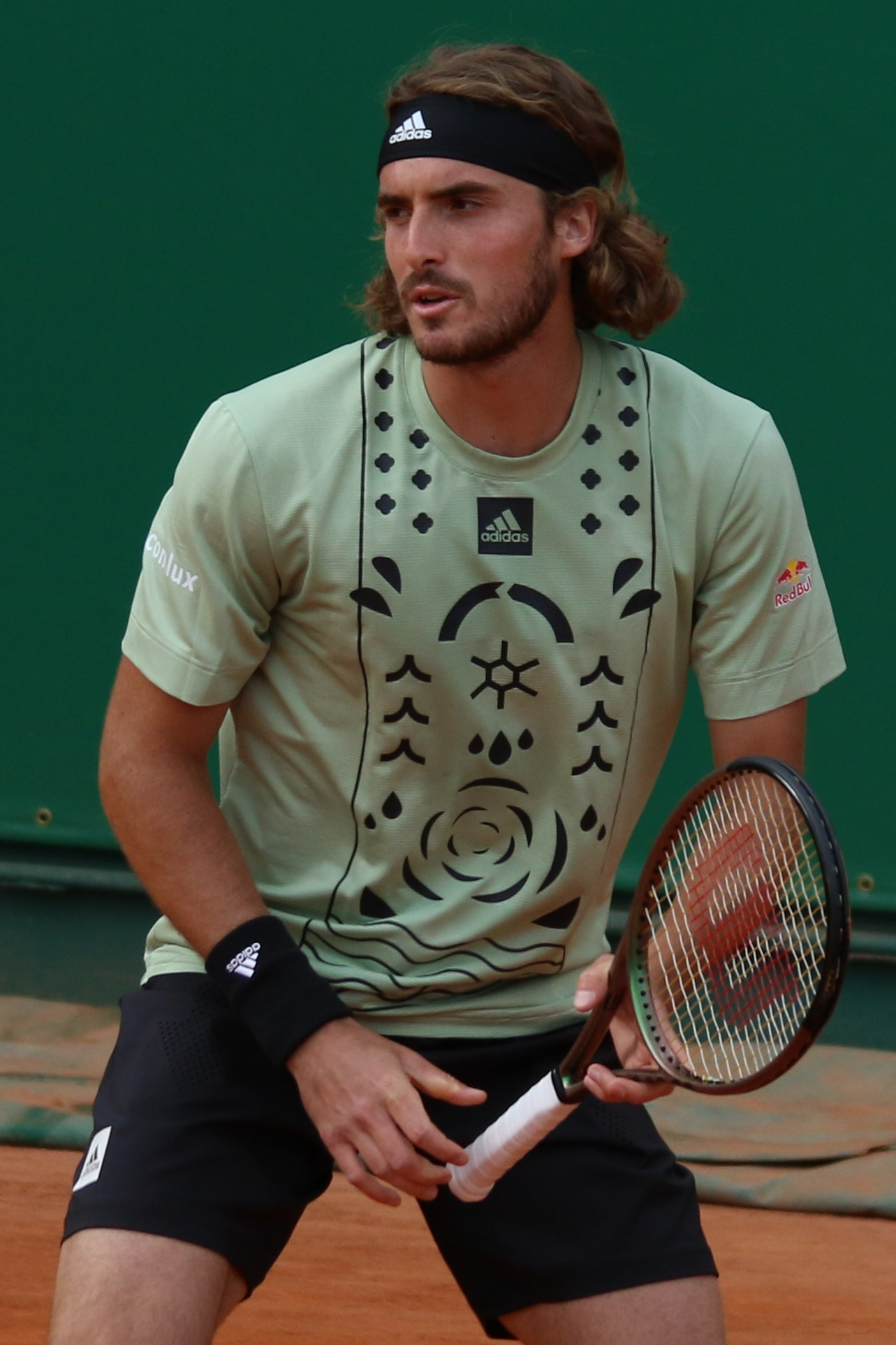
Stefanos Tsitsipas, 2022
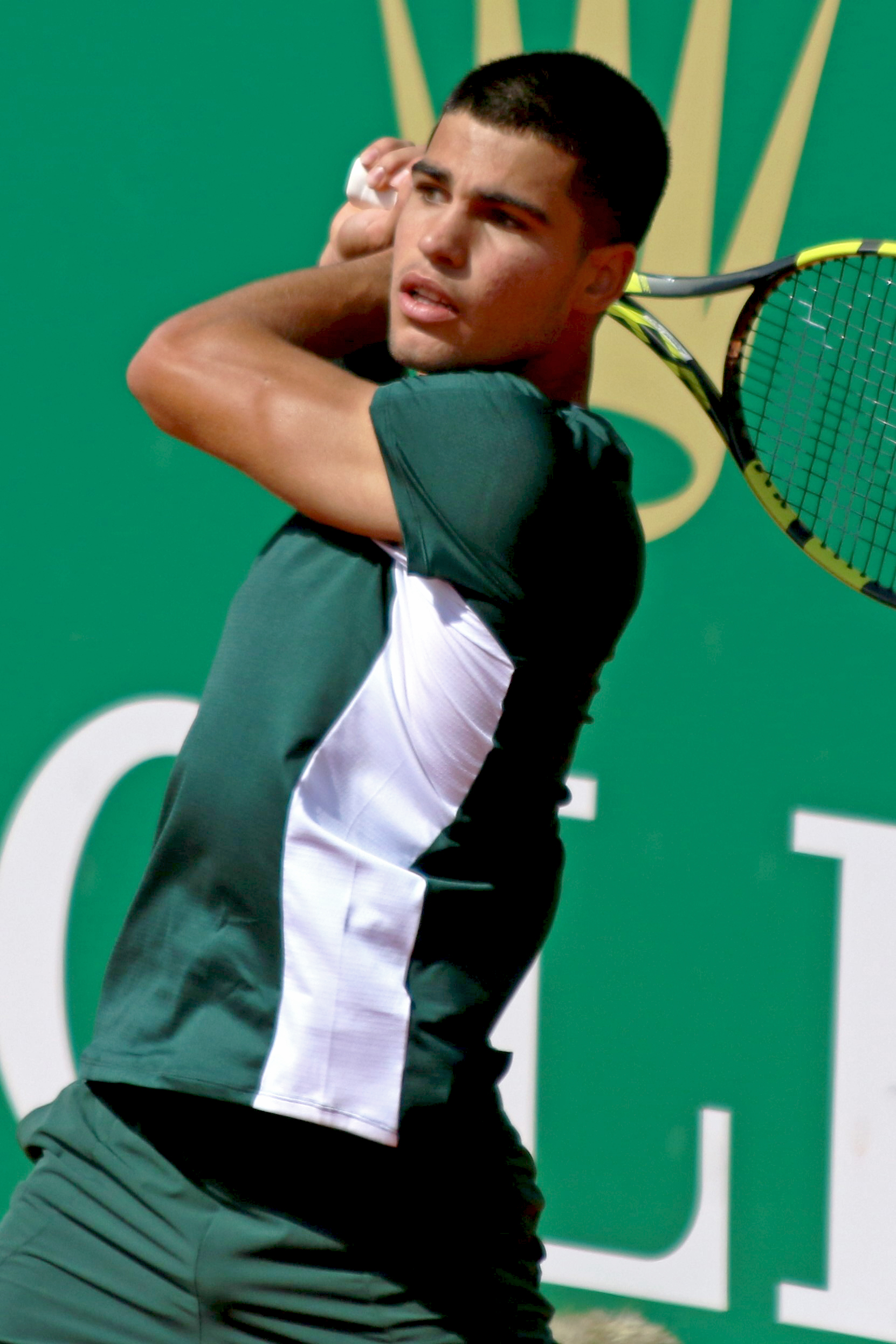
Carlos Alcaraz, 2022
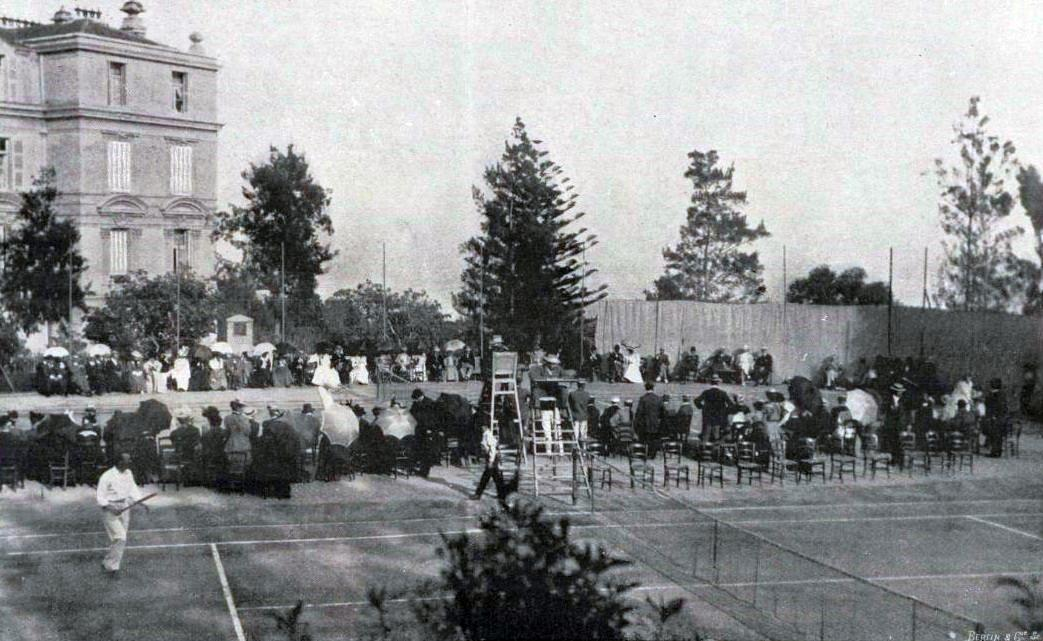
Úvodní ročník v dubnu 1897
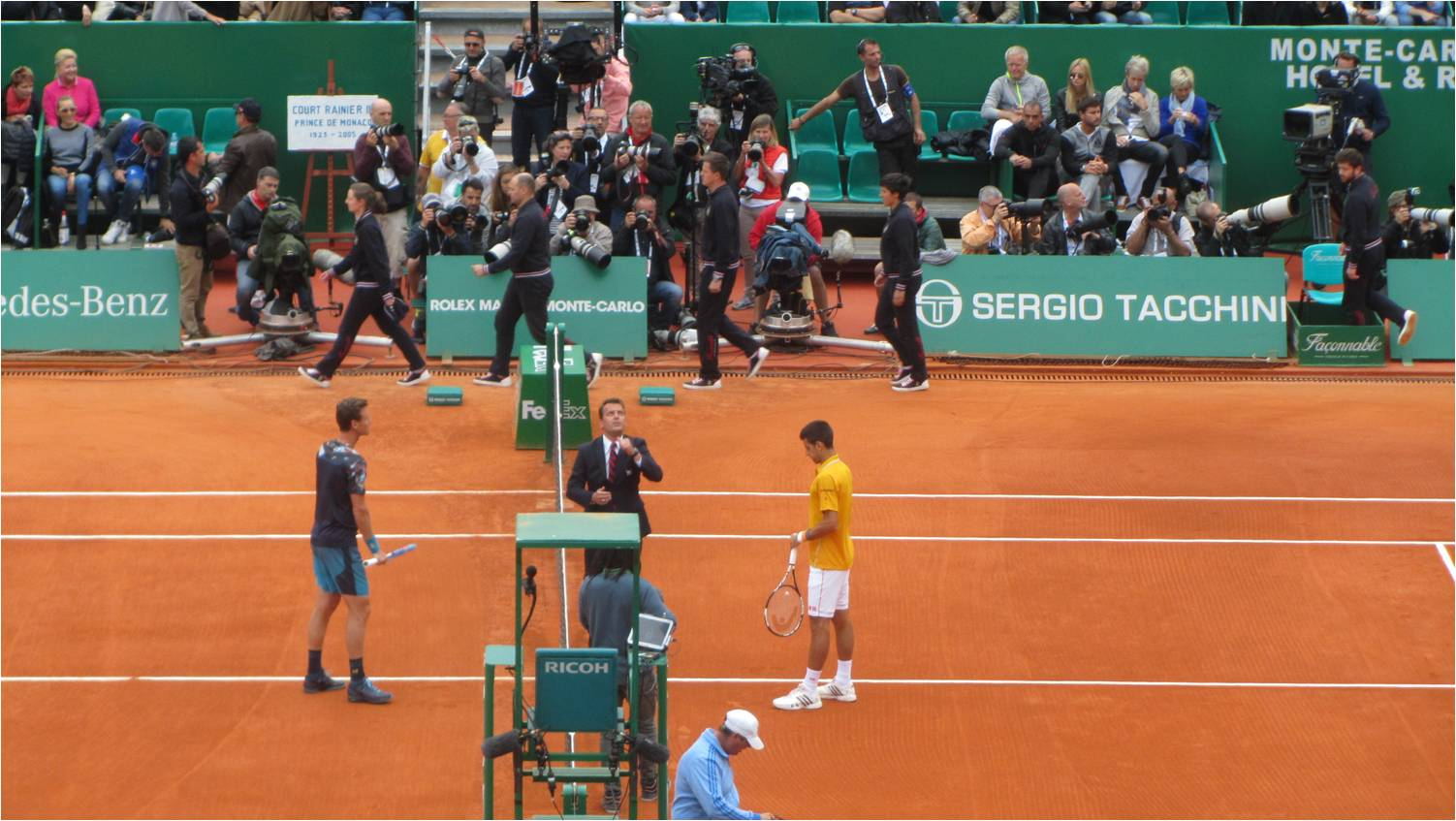
Los finále Djoković–Berdych, 2015
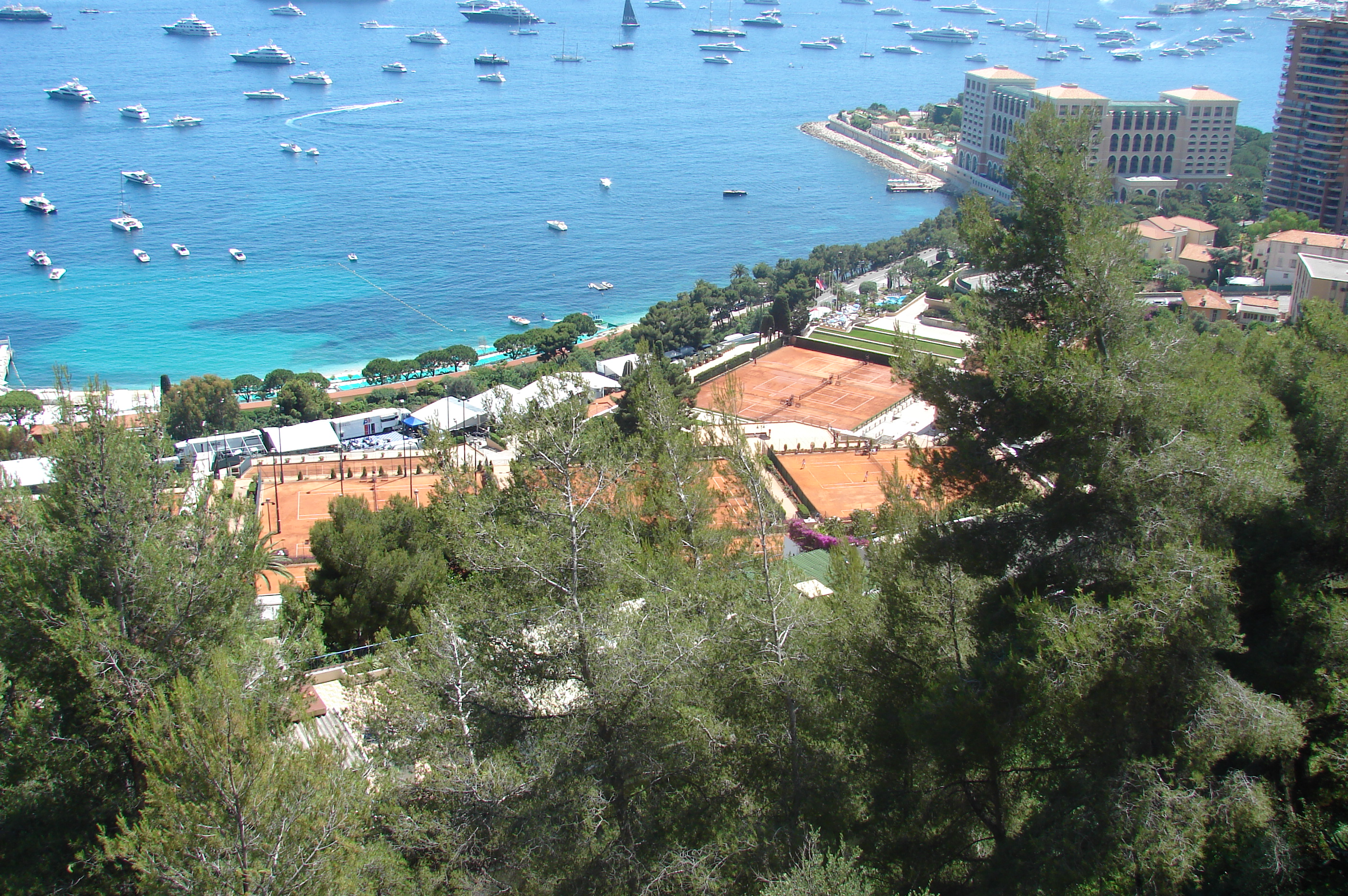
Monacký country klub na francouzské riviéře